# Manuel Vermeer

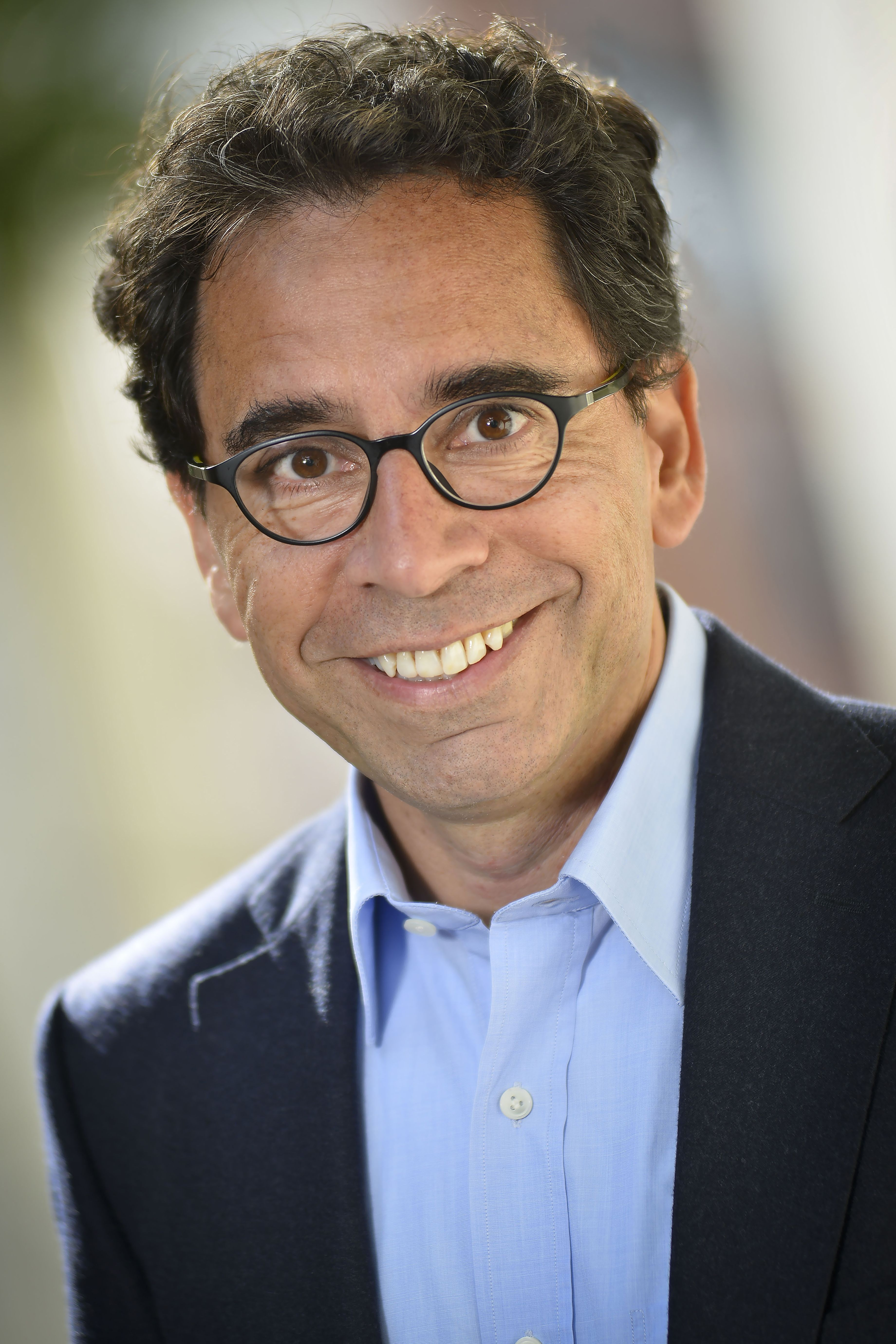
Manuel Vermeer, 2018

Manuel Vermeer (* 6. April 1961 in Iserlohn) ist ein deutscher Sinologe und Unternehmensberater.
Vermeer ist Inhaber der Unternehmensberatung Dr. Vermeer-Consult und berät deutsche Unternehmen im Indien- und China-Geschäft.

## Biografie
Manuel Vermeer wurde 1961 in Iserlohn als zweites Kind und erster Sohn der aus Indien stammenden Mira Vermeer, geborene Sethna, und des deutschen Germanisten und Sprachwissenschaftlers Hans Josef Vermeer (1930–2010) geboren. Er studierte klassische und moderne Sinologie bei Günther Debon am Institut für Sinologie der Universität Heidelberg sowie Romanistik mit Schwerpunkt Spanisch und promovierte über die chinesische Sonderwirtschaftszone Hainan.
Vermeer war als Dolmetscher bei zwei Staatsbesuchen des chinesischen Ministerpräsidenten und des Generalsekretärs der Kommunistischen Partei Chinas beim deutschen Bundeskanzler Helmut Kohl in den Jahren 1985 und 1986 tätig. Außerdem bildete er Chinesisch-Dolmetscher am Dolmetscherinstitut Germersheim der Johannes Gutenberg-Universität Mainz aus.
Vermeer ist seit 1988 Dozent für Marketing Ostasien, chinesische Sprache (Allgemeinsprache und Fachsprache Wirtschaft), Kultur und Wirtschaft am Ostasieninstitut der Hochschule Ludwigshafen. In dieser Funktion war er Coautor eines Lehrbuches Chinesisch am Ostasieninstitut. Des Weiteren führt er seine Unternehmensberatung Dr. Vermeer-Consult. Er berät europäische Unternehmen im Asiengeschäft, primär China und Indien, mit den Schwerpunkten Personalsuche, -führung, Strategie, Interkulturelles Management, Leadership und Coaching. Er nimmt Lehraufträge an zahlreichen Hochschulen in Deutschland, Dänemark, Spanien, Indien, China etc. wahr. Darüber hinaus ist er als Key Note Speaker im In- und Ausland und unter anderem als Senior Advisor Asia an der Mannheim Business School sowie als Senior Advisor der Taplow Group und Member of the Board of Chinese Studies, Somaiya University, Mumbai, Indien tätig.
Manuel Vermeer, Bruder des 1965 geborenen Schauspielers Benedikt Vermeer, lebt mit seiner Frau in Wiesloch bei Heidelberg.

## Publikationen
- Xiang Zhang: Erfolgreich verhandeln in China. Risiken minimieren, Verträge optimieren. Aus dem Chinesischen übersetzt von Manuel Vermeer. Gabler, Wiesbaden 1997, ISBN 3-409-18927-0.
- Langenscheidt Sprachführer Chinesisch. Langenscheidt, Berlin 2000, ISBN 3-468-22091-X.
- China.de. 3. Auflage, Gabler, Wiesbaden 2015, ISBN 978-3-8349-4704-8.
- mit Clas Neumann: Praxishandbuch Indien. Wie Sie Ihr Indiengeschäft erfolgreich managen. 2. Auflage, Gabler, Wiesbaden 2016, ISBN 978-3-8349-4702-4.
- Mit dem Wasser kommt der Tod. Thriller. 4. Auflage, KBV, Hillesheim 2023, ISBN 978-3-95441-264-8.
- Das Jahr des Hahns. 2. Auflage, Book on Demand, 2020, ISBN 978-3-7431-9261-4.
- Tod am Taj Mahal. KBV, Hillesheim 2018. ISBN 978-3-95441-431-4.
- Reise Know-How KulturSchock China. Alltagskultur, Traditionen, Verhaltensregeln. Reise Know-How Verlag Peter Rump GmbH, 2018, ISBN 978-3-8317-2846-6.
- mit Felix M. Kempf: Incoming-Tourismus China und Indien: Tourismus kompakt. UVK, 2021. ISBN 978-3-7398-3087-2.
- Am seidenen Faden. Thriller. KBV, Hillesheim 2022, ISBN 978-3-95441-624-0.